# فابريزيو رافانيلي
فابريدزيو رافانيلي (بالإيطالية: Fabrizio Ravanelli) لاعب كرة قدم إيطالي سابق ولد في 11 ديسمبر 1968 في مدينة بيرودجا الإيطالية ولعب للنادي المحلي بها منذ 1986 ثم تنقل بين عدة أندية أبرزها اليوفنتوس الذي حقق معه 5 بطولات أهمها الدوري الإيطالي في 1995 ودوري أبطال أوروبا سنة 1996، ونادي مرسيليا قبل أن يعتزل سنة 2005.
يعرف في الأوساط الرياضية بلقب «الأب الأبيض» 
لعب أيضاً للمنتخب الإيطالي في 22 مباراة.
و يعمل حاليا كمحلل رياضي في قنوات رياضية إيطالية.

## مسيرته الكروية
لعب فابريزيو رافانيلي خلال مسيرته الاحترافية مع 10 أندية في ثلاثة وعشرون موسمًا وسجل خلالها 190 هدف ضمن 522 مباراة. حيث فاز في موسمين بالكأس وفي موسمين بالدوري.
خاض فابريزيو رافانيلي مسيرته مع نادي بيروجيا في موسم 1986–87 في المرة الأولى واستمر معه طيلة ثلاثة مواسم ثم في موسم 2003–04 ولمدة موسمين، مشاركًا طوالها في 131 مباراة سجل خلالها 50 هدف. ثم انتقل إلى نادي كاسيرتانا في موسم 1989–90 لمدة موسم واحد، حيث شارك في 27 مباراة سجل خلالها 12 هدفًا. لينتقل بعدها إلى نادي ريجيانا 1919 في موسم 1990–91 ولمدة موسمين، مشاركًا في 66 مباراة سجل خلالها 24 هدفًا. ثم انتقل إلى نادي يوفنتوس في موسم 1992–93 ليلعب معه أربعة مواسم، مشاركًا في 111 مباراة سجل خلالها 41 هدفًا. هذا وانتقل لاحقًا إلى نادي ميدلزبره في موسم 1996–97 ولمدة موسمين، مشاركًا في 35 مباراة سجل خلالها 17 هدفًا. ثم انتقل بعدها إلى نادي أولمبيك مارسيليا في موسم 1997–98 واستمر معه طيلة ثلاثة مواسم، مشاركًا في 64 مباراة سجل خلالها 28 هدفًا. ليعود وينتقل من جديد، لكن هذه المرة إلى نادي لاتسيو في موسم 1999–00 ولمدة موسمين، مشاركًا في 27 مباراة سجل خلالها 4 أهداف. لينتقل بعدها إلى نادي ديربي كاونتي في موسم 2001–02 ولمدة موسمين، مشاركًا في 49 مباراة سجل خلالها 14 هدفًا.

## روابط خارجية
- فابريزيو رافانيلي على موقع الاتحاد الدولي (مؤرشف)  (الإنجليزية)
- فابريزيو رافانيلي على موقع الاتحاد الأوربي (الإنجليزية)
- فابريزيو رافانيلي على موقع رابطة كرة القدم الفرنسية للمحترفين (الإنجليزية)
- فابريزيو رافانيلي على موقع قاعدة بيانات كرة القدم.إي يو (الإنجليزية)
- فابريزيو رافانيلي على موقع ليكيب (الفرنسية)
- فابريزيو رافانيلي على موقع ناشيونال فوتبول تيمز (الإنجليزية)
- فابريزيو رافانيلي على موقع Soccerbase.com (لاعب) (الإنجليزية)
- فابريزيو رافانيلي على موقع Soccerway.com (الإنجليزية)
- فابريزيو رافانيلي على موقع عالم كرة القدم.نت (الإنجليزية)